# سباستپول (میسیسیپی)
سباستپول (به انگلیسی: Sebastopol) شهرکی در ایالت میسیسیپی کشور ایالات متحده آمریکا است که جمعیت آن در سرشماری سال ۲۰۱۰ میلادی، ۲۷۲
نفر بوده‌است.